# Guy Malary
François Guy Malary foi um advogado e Ministro da Justiça do Haiti. Ele foi assassinado em 14 de outubro de 1993 juntamente com seus guarda-costas em uma emboscada.
François Guy Malary foi ministro da Justiça no governo constitucional do primeiro-ministro Robert Malval sob a presidência de Jean-Bertrand Aristide e continuou a exercer suas funções sob o regime insurrecional de Raoul Cédras.
Em 14 de outubro de 1993, a comitiva de François Guy Malary, recém-saída do Ministério da Justiça, foi metralhada por um comando próximo da Igreja do Sagrado Coração de Turgeau. O ministro morreu no local na companhia de seu motorista e de seu guarda-costas. O assassinato ocorreu imediatamente depois que o presidente dos Estados Unidos, Bill Clinton, declarou que responsabilizaria os militares haitianos pela segurança do governo de transição.
De acordo com a Comissão Interamericana de Direitos Humanos, uma nota da CIA datada de 28 de outubro de 1993 implicou três membros da Frente para o Avanço e o Progresso do Haiti: Louis-Jodel Chamblain, Emmanuel Constant e Gabriel Douzable. Segundo esta nota, eles teriam se encontrado com um militar haitiano visando o assassinato de Malary. Depois de um primeiro julgamento no final do qual todos os arguidos foram libertados, o caso foi assumido por um novo juiz de instrução em 2005.
"Segundo os peticionários [da Corte Interamericana de Direitos Humanos], no exercício de suas funções, o senhor Malary trabalhou pela implementação do Acordo da Ilha do Governador, defendendo a criação de uma força policial independente e realizando uma revisão abrangente do sistema judicial do Haiti, o que o colocou em conflito direto com as autoridades do país na época."
Atualmente, uma instituição de ensino leva o nome de Lycée François-Guy-Malary na aglomeração de Porto Príncipe, na cidade de Tabarre; um aeroporto local adjacente ao Aeroporto Internacional Toussaint Louverture de Porto Príncipe, a oeste, é chamado de terminal François Guy Malary.